# TTC Esslingen
Der TTC Esslingen (offiziell Tischtennisclub Esslingen e.V.) ist ein Tischtennisverein aus Esslingen am Neckar. Die erste Herrenmannschaft spielte insgesamt drei Jahre lang in der Ersten Bundesliga.
Heute (Saison 2024/25) sind 4 Herren- und 5 Jugendmannschaften aktiv.

## Werdegang
Der TTC Esslingen wurde 1970 als selbständiger Verein gegründet. Nach mehrmaligen Aufstiegen erreichte die erste Herrenmannschaft 1979 die Regionalliga Süd, damals die zweithöchste Spielklasse in Deutschland. Unter der Präsidentschaft von Christian Scholz wurde das Team durch mehrere Neuzugänge verstärkt, so dass 1980/81 ungeschlagen die Meisterschaft in der Regionalliga und somit der Aufstieg in die Bundesliga gelang. Die Meistermannschaft bestand aus Jürgen Wörner, Chin-Hoc Voung, Derd Soos, Gerd Thieleke, Rüdiger Strelau, Gerd Stein, Ulrich Reinke, Laszlo Turzo, Reinhard Sefried und Thomas Schaaf. Nach zwei Jahren musste der Verein wieder absteigen. 1992 stieg die Mannschaft noch einmal in die Bundesliga auf. Unter dem Trainer Derd Soos folgte jedoch ohne Punktgewinn der sofortige Abstieg. Anfang 1993 stellte der Verein wegen finanzieller Schwierigkeiten Antrag auf Konkurs.
Zwischendurch nannte sich der Verein um in TTC Wachholz Esslingen. Bekannte Spieler waren Dragutin Šurbek und Vasile Florea.